# Олимпийский санный центр
Олимпийский санный центр (кор. 올림픽 슬라이딩 센터), именовавшийся до июня 2017 года Центром санных видов спорта «Альпензия» (кор. 알펜시아 슬라이딩 센터)), — комплекс спортивных трасс, предназначенных для соревнований по бобслею, скелетону и санному спорту. Расположен на территории курорта Альпензия вблизи южнокорейского посёлка Дэквалъён-мён в уезде Пхёнчхан.

## Строительство
Сооружение было возведено компанией «DL Holdings». Стоимость строительства составила 122,8 млрд. южнокорейских вон (около 114,5 млн. долларов США), из которых 92,1 млрд вон было выделено государством, а 30,7 млрд. — провинцией Канвондо, на территории которой расположился комплекс.

## Соревнования
2017
- 18—19 февраля — этап Кубка мира по санному спорту 2016/2017
- 17 марта — этап Кубка мира по скелетону 2016/2017
- 17—19 марта — этап Кубка мира по бобслею 2016/2017

2018
- Зимние Олимпийские игры 2018:
  - 10—15 февраля — санный спорт
  - 15—17 февраля — скелетон
  - 18—25 февраля — бобслей